# ميليسا كوك
ميليسا كوك هي متزحلقة نمساوية، ولدت في 27 يونيو 1997.